# Сандаве (язык)
Сандаве (Kisandawe, Sandaui, Sandaweeki, Sandawe, Sandawi, Sandwe) — язык одноимённого народа, распространённый в районе Кондоа (между реками Бубу и Мпонде) провинции Додома в Танзании. Язык активно используется как среди взрослых, так и среди детей. Пожилые люди в отдалённых областях одноязычны. Большинство носителей используют суахили как язык межэтнического общения. Понимание других языков затруднено. Для сандаве разработана письменность на основе латиницы, но в Танзании распространено мнение, что он слишком сложен, чтобы писать и читать (Ethnologue, 2005).
Сандаве имеет восточный и западный диалекты.

## История изучения
Начиная с работ Альберта Дрекселя в 1920-е годы, сандаве классифицируют как койсанский язык, к которым он был отнесен благодаря наличию щёлкающих согласных. Позже было предложено несколько морфологических подобий с койсанскими языками Южной Африки. Последнее обсуждение лингвистической классификации сандаве приводит Sands (1998).
Летний институт лингвистики (SIL International) проводил работу по изучению сандаве с 1996 по 2004. Сейчас исследование языка продолжают Дэниел и Элизабет Ханзикер и Элен Итон. В настоящее время они опубликовали описание фонологии, обзор диалектов и несколько статей об аспектах грамматики. Также сандаве с 2002 года изучается Сандером Стиманом из Лейденского Университета.

## Фонология

### Гласные
Вокализм сандаве представлен 15-членной треугольной системой:
|         | передние  | средние   | задние    |
| верхние | i, iː, ĩː |           | u, uː, ũː |
| средние | e, eː, ẽː |           | o, oː, õː |
| нижние  |           | a, aː, ãː |           |

Пяти кратким простым (оральным) гласным соответствуют 5 долгих простых и долгих носовых. Кроме того, в конце слова часто встречаются гласные «u» и «i», реализуемые как глухие.

### Согласные

#### Нещёлкающие согласные
Знаки, выделенные курсивом — практическая орфография, разработанная Дениелом и Элизабет Ханзикер, в квадратных скобках приводятся эквиваленты МФА.
|                 |                                   | Губные | Альвеолярные | Постальвеолярные | Палатальные | Велярные | Огублённый велярный | Глоттальные |
| Взрывные        | Глухие                            | p [pʰ] | t [tʰ]       |                  |             | k [kʰ]   |                     |             |
| Взрывные        | Глухие (непридыхательные)         | bp [p] | dt [t]       |                  |             | gk [k]   |                     | ’ [ʔ]       |
| Взрывные        | Звонкие                           | b [b]  | d [d]        |                  |             | g [g]    |                     |             |
| Взрывные        | Абруптивы                         |        |              |                  |             | k’ [k’]  |                     |             |
| Носовые смычные | Носовые смычные                   | m [m]  | n [n]        |                  |             |          |                     |             |
| Аффрикаты       | Глухие                            |        |              | tch [tʃʰ]        |             |          |                     |             |
| Аффрикаты       | Глухие (непридыхательные)         |        |              | tc [tʃ]          |             |          |                     |             |
| Аффрикаты       | Звонкие                           |        |              | dz [dʒ]          |             |          |                     |             |
| Аффрикаты       | Абруптивы                         |        | ts’ [ts’]    |                  |             |          |                     |             |
| Аффрикаты       | Боковые глухие (непридыхательные) |        | tl [tɬ]      |                  |             |          |                     |             |
| Аффрикаты       | Боковые звонкие                   |        | dl [dɮ]      |                  |             |          |                     |             |
| Аффрикаты       | Боковые абруптивные               |        | tl’ [tɬ’]    |                  |             |          |                     |             |
| Щелевые         | Центральные                       | f [f]  | s [s]        |                  |             | kh [x]   |                     |             |
| Щелевые         | Боковые                           |        | lh [ɬ]       |                  |             |          |                     |             |
| Аппроксиманты   | Аппроксиманты                     |        | l [l]; r [ɾ] |                  | y [j]       |          | w [w]               | h [h]       |

#### Клики
|                           | В начале слова | В начале слова | В начале слова   |                          | В середине слова | В середине слова | В середине слова |
|                           | Дентальные     | Латеральные    | Постальвеолярные |                          | Дентальные       | Латеральные      | Постальвеолярные |
| Носовые                   | nc [ŋǀ]        | nx [ŋǁ]        | nq [ŋǃ]          | Носовые                  | [ŋǀ]             | [ŋǁ]             | [ŋǃ]             |
| Звонкие                   | gc [ɡǀ]        | gx [ɡǁ]        | gq [ɡǃ]          | Преназализованные        | [ŋɡǀ]            | [ŋɡǁ]            | [ŋɡǃ]            |
| Глухие (непридыхательные) | c [kǀ]         | x [kǁ]         | q [kǃ]           |                          |                  |                  |                  |
| Глухие                    | ch [kǀʰ]       | xh [kǁʰ]       | qh [kǃʰ]         |                          |                  |                  |                  |
| Глоттализованные          | c’ [kǀˀ]       | x’ [kǁˀ]       | q’ [kǃˀ]         | Глоттализованные носовые | [ŋʔǀ]            | [ŋʔǁ]            | [ŋʔǃ]            |

Клики в сандаве не очень громкие, по сравнению более известными щелкающими согласными языков Южной Африки. Боковой щелчок [kǁ] может быть спутан с абруптивной боковой аффрикатой [tɬ’]. При произнесении постальвеолярных щелчков, язык часто хлопает по дну ротовой полости, и этот удар может быть громче чем собственно основа клика. Wright et al. транскрибируют такой вариант клика специальным символом [kǃ¡], хотя это не является нормальным значение этого символа в расширенном МФА. Аналогичное явление существует в соседнем языке хадза, в котором все постальвеолярные клики — «хлопающие».
Только три из пяти исходов кликов встречаются между гласными и все являются назализованными (носовые клики наиболее просты для произнесения; например, в языках дахало и дамин, все клики носовые.) Исход глоттализованых кликов не является абруптивным и напоминает т. н. скрипучий голос. В начальном положении, голосовая щель закрыта в течение всей полной смычки щелчка и не открывается до окончания взрыва [k], происходящего после произнесения основы клика [ǃ]. В среднем положении, голосовая щель закрыта после велярного смыкания [ŋ] и перед передним смыканием, но открывается перед произнесением щелчка. Такие клики не всегда полностью назализованы. В некоторых символах эти клики обозначаются [ŋkǃˀ], принимая во внимание, что знак [ˀ] подразумевает коартикуляцию (то есть, он произносится одновременно с [k], а не после).
Как и в хадза, в сандаве не различаются постальвеолярные и палатальные (ǂ) клики.
Практическая орфография основана на коса и зулу.

### Просодия
Сандаве — тоновый язык. Elderkin (1989), рассматривая поведение тона на уровне слова, предложения и разговора, показывает наличие двух уровневых тонов (высокий и низкий) и двух контурных (нисходящий и восходящий). De Voogt (1992) и Kagaya (1993) указывают на три уровневых (высокий, средний и низкий) и два контурных тона (нисходящий и восходящий).

### Структура слога
Слоги обычно имеют структуру CV; односложные слова, часто заканчиваются на носовой гласный — CV(N). Иногда слово заканчивается на согласный, но это, наиболее вероятно, результат выпадения концевых глухих гласных.
Слоговое носовое m отмечено в заимствованиях из суахили. Наиболее обычна двусложная структура слова с или без долгих гласных (CV(:) CV(:)) (De Voogt (1992).

## Грамматика

### Существительные
Имя существительное включает корень и суффиксы, которые указывают род (мужской, женский и средний) и число (единственное и множественное).

### Прилагательные
Согласно Kagaya (1993), в сандаве нет прилагательных как особой части речи. Их функцию на себя принимают специальные глагольные конструкции.

### Местоимения
Местоимения могут существовать как отдельные слова, так и как специальные суффиксы при других частях речи. Например, местоимению «я» соответствует слово tsi и суффикс -és.
Личные местоименные суффиксы:
|                   | Сандаве | Русский |
| ----------------- | ------- | ------- |
| 1 ед. ч.          | -és     | я       |
| 2 ед. ч.          | -i      | ты      |
| 3 ед. ч., мужской | -à      | он      |
| 3 ед. ч., женский | -sà     | она     |
| 1 мн. ч.          | -wà     | мы      |
| 2 мн. ч.          | -è      | вы      |
| 3 мн. ч.          | -ʔà     | они     |

### Синтаксис
Согласно De Voogt (1992), основной порядок слов в сандаве — SOV (подлежащее — прямое дополнение — сказуемое). Однако, порядок слов в предложении очень гибок благодаря существованию нескольких «стратегий определения субъекта».
Пример простого предложения (средний тон не отмечен):
úte-s kx’aré-és hàʔ!à

вчера-я мальчик-я позвал

Вчера я позвал мальчика

## Классификация
Наиболее обещающими кандидатами на родство с сандаве являются центральнокойсанские языки Ботсваны и Намибии.
Гринберг (1976) приводит следующие аргументы в пользу классификации этого языка как койсанского, в дополнение к примерно 50 сандаве-койсанским лексическим подобиям. Ниже приводятся основные из них:
- Личные местоимения:
  - tsi «я» (ср. нама, наро ta, чва či);
  - ha-we «он» (ср. наро xa-ba);
  - -sa «она» (ср. нама -s, наро -sa);
  - ha-su, he-su «она» (ср. наро xa-sa)
  - -e «оно» (ср. нама -i (номинатив), -e (аккузатив))
- Указательные местоимения:
  - he «это» (ср. корана he);
  - ha «то» (ср. цъхам, лъхегви ha, наро xa, чва ho);
  - ne «здесь» (нама ne)
  - na «там» (общие для та-къви, нама ǁna);
- Суффиксы множественного числа:
  - -ko мужской (нама -ku, цъхам -gu (личное множественное)
  - -si женский (наро -si, нама -ti, языки жу, къхонг -si (общее множественное);
- Формант прилагательного: -se (ср. центральный къхунг -si, нама -se, наро -sə.)
- Отглагольные взаимные суффиксы: -ki (ср. наро, нама -ku)

Т. о. существуют основания полагать, что сандаве отдален от южных койсанских семей не более, чем они друг от друга, несмотря на географическое расстояние. Хотя эта гипотеза расценена со скептицизмом многими лингвистами, Сэндс приводит дополнительные аргументы в пользу правильности включения сандаве (но не хадза) в состав указанной макросемьи.

## Лексика
Лексика:
| русский | сандаве   |
| ------- | --------- |
| я       | ɕi        |
| ты      | ha=pu     |
| мы      | s̚uŋ       |
| что     | ho-ɕo     |
| кто     | ho        |
| не      | -cˀe      |
| один    | cˀexe     |
| два     | ki(-)so   |
| птица   | tʰui      |
| собака  | kákà      |
| вошь    | mãǀˀã     |
| дерево  | tʰé       |
| лист    | ǀá        |
| мясо    | ǀ̃ĩ        |
| яйцо    | dḭʔa      |
| рог     | ƛáná      |
| хвост   | cˀoa      |
| голова  | ɕé        |
| волосы  | cˀê       |
| глаз    | ǀóé       |
| ухо     | kéké      |
| нос     | ǀ̃atʰi     |
| зуб     | !ˀakʰa(ŋ) |
| язык    | !ʰe(ŋ)    |
| рот     | !̃ũ        |
| рука    | ƛˀũ       |
| ноготь  | cˀwáʔá    |
| нога    | ǁʰàtá     |
| сердце  | ʒigida    |
| кровь   | ǁˀekˀa    |
| кость   | !ì        |
| пить    | cˀé       |
| есть    | manɕʰa    |
| слышать | kʰéʔé     |
| умирать | ƛá-       |
| убивать | kˀoe      |
| солнце  | ǁˀakasu   |
| луна    | !a-biso   |
| звезда  | ǀ̃owã      |
| вода    | cˀa       |
| дождь   | ƛˀoa      |
| камень  | di(ŋ)     |
| дым     | cˀukˀa    |
| огонь   | ǁˀĩ       |
| зола    | !ˀúpʰá    |
| черный  | kˀaŋkˀara |
| ночь    | tue       |
| новый   | ǁae       |
| сухой   | ǀ̃iŋ-      |
| имя     | ǁoa       |